# Sala de Mapas

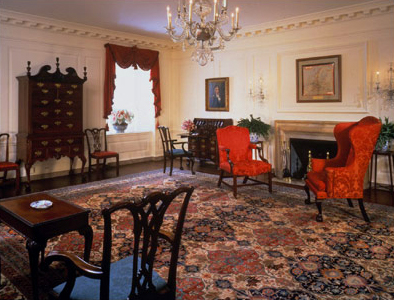
La Sala de Mapas, vista hacia el sudoeste durante la presidencia de Bill Clinton.

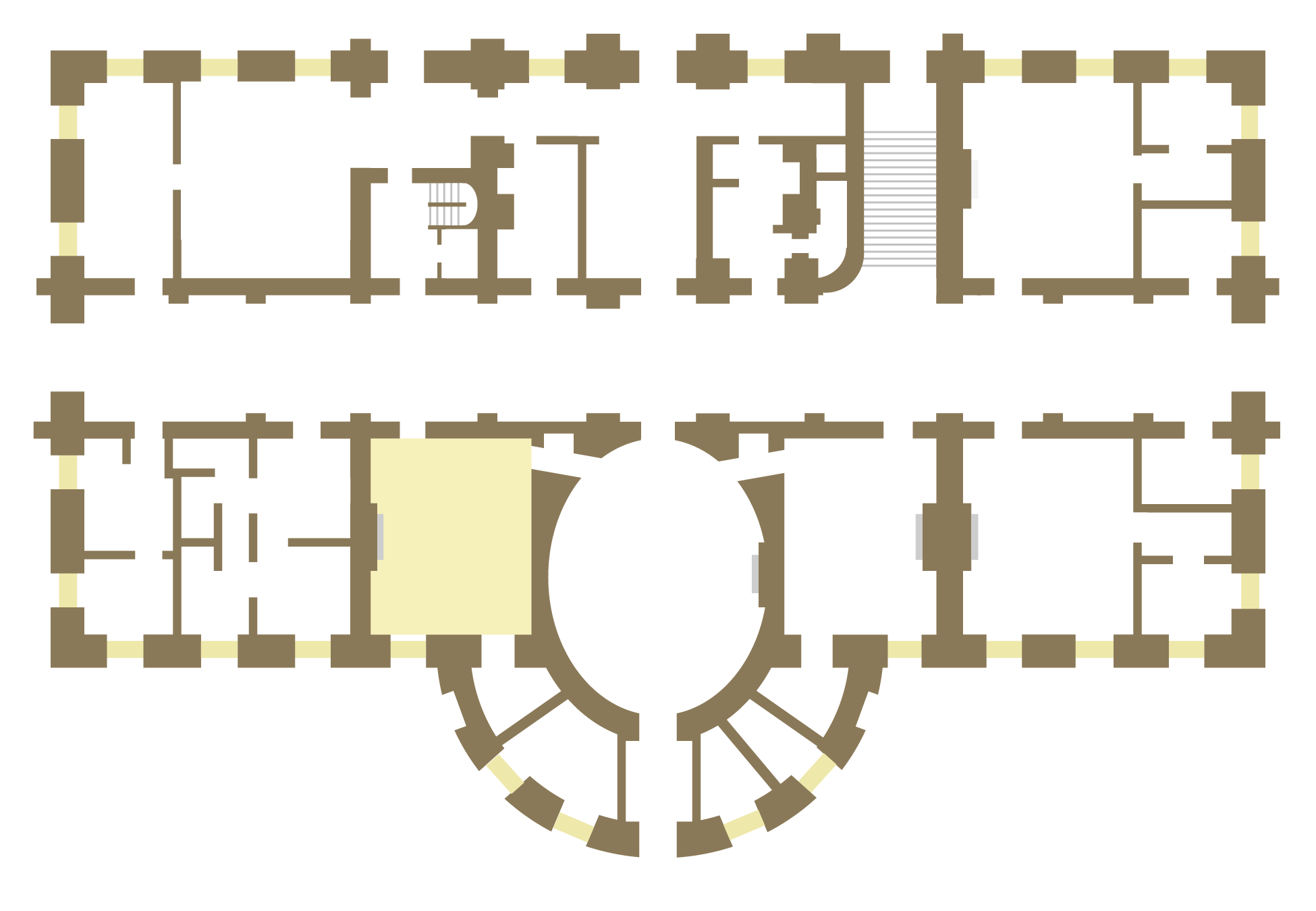
Plano de la planta baja de la Casa Blanca donde puede apreciarse la ubicación de la Sala de Mapas.

La Sala de Mapas es una habitación ubicada en la planta baja de la Casa Blanca, la residencia oficial del Presidente de los Estados Unidos. Durante la Segunda Guerra Mundial la habitación fue utilizada como sala de emergencias, hasta ser reemplazada por la Sala de Situaciones del Ala Oeste.
La Sala de Mapas fue creada durante la presidencia de Richard Nixon. Su nombre proviene del uso que le fuera dado en el transcurso de la Segunda Guerra Mundial, cuando se la empleaba como sala de emergencias de alta seguridad donde se consultaban los mapas acerca de la evolución de la guerra. La habitación en sí fue construida durante la presidencia de Theodore Roosevelt, quien supervisó los importantes cambios que sufrió el interior de la Casa Blanca, a cargo de la compañía de arquitectura McKim, Mead & White. Durante la reconstrucción de la Casa Blanca a cargo del presidente Harry S. Truman (1949-1952), se colocaron paneles de madera de estilo georgiano tardío en la habitación, provenientes de maderos de soporte de 1816. En la época de la presidencia de John Fitzgerald Kennedy, la habitación estuvo ocupada por el Curador de la Casa Blanca (un cargo creado recientemente) para recibir y catalogar donaciones de mobiliario y objetos. 
La Sala de Mapas se encuentra amueblada en el estilo del ebanista inglés Thomas Chippendale, incluidos dos sillones que probablemente hayan sido creados por el ebanista Thomas Affleck, de Filadelfia. En la actualidad, la Sala de Mapas se utiliza durante entrevistas para la televisión y para reuniones sociales.